# Miguel Ángel Lotina
Miguel Ángel Lotina (født 18. juni 1957) er en tidligere spansk fodboldspiller og træner.